# Barbie and the Magic of Pegasus
Barbie and the Magic of Pegasus (bra: Barbie e a Magia de Aladus) (prt: Barbie e o Pégaso Mágico) é um filme estadunidense 2005 de animação computadorizada dos gêneros fantasia e aventura produzido pela Mainframe Entertainment, distribuído pela Mattel Entertainment em parceria com a Universal Studios e estrelado pela famosa boneca Barbie. O filme foi dirigido por Greg Richardson, com um roteiro escrito por Elana Lesser e Cliff Ruby. Seu lançamento ocorreu diretamente em vídeo em 5 de outubro de 2005, gerando uma enorme linha de produtos licenciados. Se converteu no sexto lançamento da série cinematográfica de Barbie, sendo este o segundo longa a trazer um texto totalmente original, sem ser baseado em algum material já existente.
O longa-metragem contém a voz de Kelly Sheridan como Princesa Annika em sua versão original. A cantora e atriz Brie Larson gravou a canção Hope Has Wings para o filme, além de seu videoclipe que foi disponibilizado juntamente com o longa em DVD.
Uma linha de brinquedos foi produzida para ser lançada em conjunto com o filme, incluindo bonecas de Annika, de Rayla e de Brietta; mais tarde, foi lançado uma linha com o reino de Annika.

## Sinopse
Neste filme a Barbie representa a princesa Annika. Na manhã de seu  aniversário de 17 anos , Annika sai para patinar no gelo sem a autorização de seus pais. Durante o passeio, conhece a ursinha (batizada por Annika de Shiever) que a acompanhará por toda a sua trajetória. Retornando ao castelo, depara-se com seus pais muito preocupados e profundamente desapontados por Annika ter saído sem permissão. Assim sendo, proíbem-na de patinar no gelo, o que deixa Annika extremamente chateada. À noite, Annika observa da janela de seu quarto uma festa que ocorre na cidade. Resolve, então, ir até lá e patinar também. Enquanto patina, surge um bruxo mau que a pede em casamento. Seus pais chegam à festa neste momento e tentam protegê-la do bruxo. Diante da resistência de Annika em casar-se com o bruxo, ele congela todas as pessoas do reino, incluindo os seus pais. Nesse momento surge um cavalo alado que a resgata. O bruxo dá 3 dias para que Annika retorne e se case com ele, do contrário, as pessoas ficarão congeladas para sempre. O cavalo alado leva Annika para o Reino das Nuvens, onde é bem recebida. Neste reino há muitos cavalos alados. E lá, Annika conhece a linda rainha Rayla.
Lá Anika descobre que o cavalo alado é sua irmã Brietta, da qual nem sabia a existência. Em seu  aniversário de 17 anos, Brietta foi visitada pelo mesmo bruxo, o qual também queria casar-se com ela. Como seus pais não concordaram, o bruxo transformou-a num cavalo alado. Seus pais tentaram de todo modo reverter o feitiço e, após o insucesso de inúmeras tentativas, Brietta fugiu e abrigou-se no Reino das Nuvens.
A única forma de desfazer os feitiços do bruxo mau é o encantamento da varinha de luz. Para tanto, são necessários três elementos: uma medida de coragem, uma joia de gelo iluminada pela chama eterna da esperança e um anel de amor. Com a ajuda de sua irmã e de Aidan, um rapaz que as princesas conhecem na floresta proibida, a varinha de luz é construída.
Após muitas aventuras, os feitiços do bruxo são desfeitos e tudo volta a ser como antes. Annika casa-se com Aidan.